# Flamingo Island
Flamingo Island ist eine der kleinen Pinguininseln an der namibischen Atlantikküste. Sie liegt im Norden der Lüderitzbucht, etwa 60 Meter vom Festland entfernt. Bei Niedrigwasser besteht eine Verbindung zu diesem. Flamingo Island ist etwa 320 Meter lang und bis zu 120 Meter breit.
Die unbewohnte Insel wurde in der Vergangenheit für den Guanoabbau genutzt.